# San Donato Milanese
San Donato Milanese (San Donaa in dialetto milanese, AFI: [sã duˈnɑː], e semplicemente San Donato fino al 1862) è un comune italiano di 32 196 abitanti della città metropolitana di Milano in Lombardia.

## Geografia fisica
La maggior parte del territorio di San Donato Milanese è fortemente antropizzato anche se fa parte del Parco Agricolo Sud Milano e si trova in un'area al 100% pianeggiante.

### Idrografia

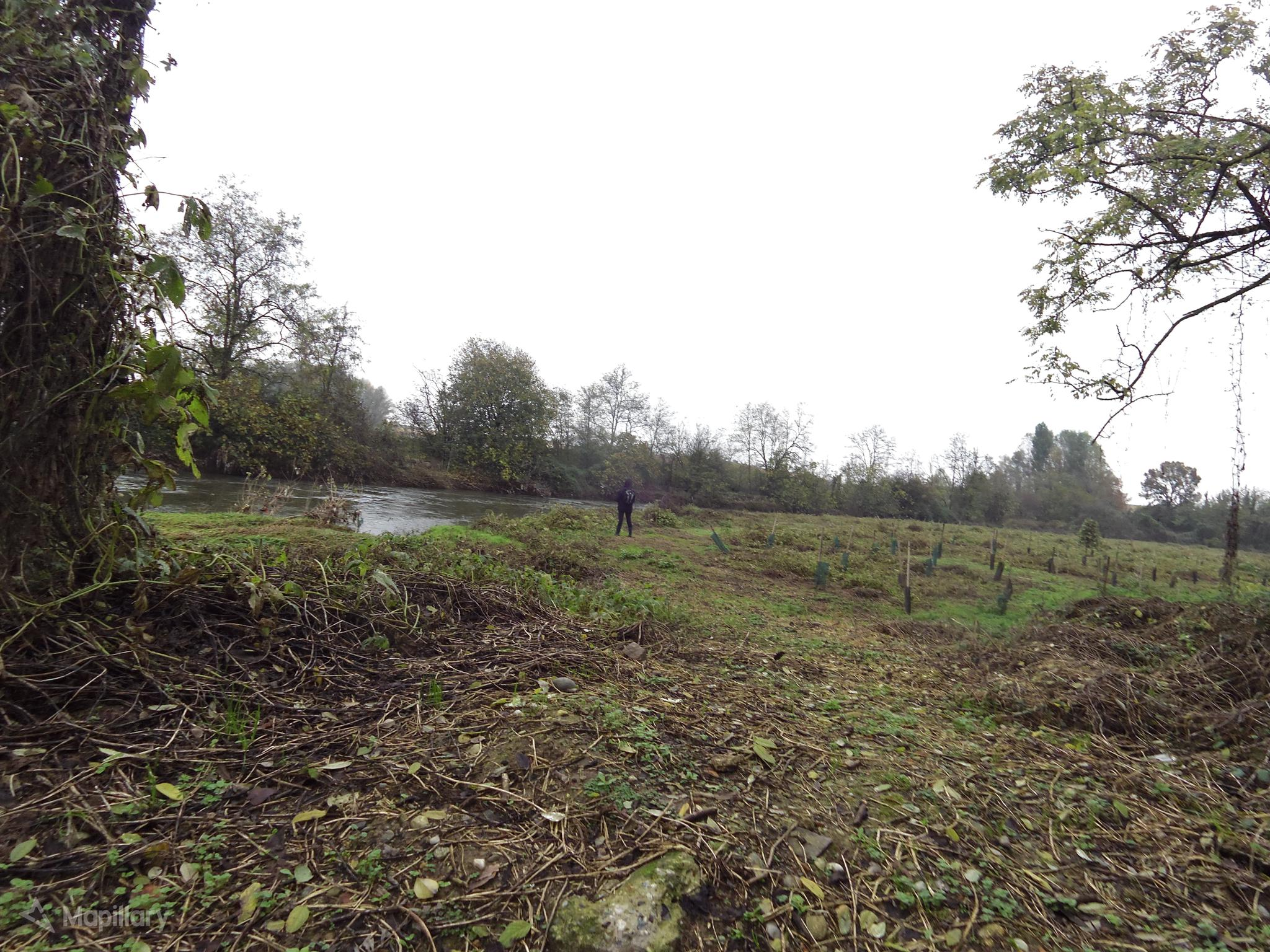
Lambro nell'oasi Levadina del WWF a San Donato Milanese (2018)

Nell'area, accanto alla strada statale Paullese scorre il fiume Lambro mentre ormai dagli anni '70 del secolo scorso il canale Redefossi che scorreva lungo la Via Emilia è stato coperto e riappare solo nel comune di San Giuliano Milanese. Lungo il fiume Lambro, accanto agli Orti Urbani del comune, nel 2017 è stata completata una piccola centrale idroelettrica da 171,37 kw. Sempre lungo le sue sponde è stata creata dal WWF l'Oasi Levadina, un'area di circa 12 ettari e un parco intercomunale.

### Clima
| SAN DONATO MILANESE | Mesi | Mesi | Mesi | Mesi | Mesi | Mesi | Mesi | Mesi | Mesi | Mesi | Mesi | Mesi | Stagioni | Stagioni | Stagioni | Stagioni | Anno  |
| SAN DONATO MILANESE | Gen  | Feb  | Mar  | Apr  | Mag  | Giu  | Lug  | Ago  | Set  | Ott  | Nov  | Dic  | Inv      | Pri      | Est      | Aut      | Anno  |
| ------------------- | ---- | ---- | ---- | ---- | ---- | ---- | ---- | ---- | ---- | ---- | ---- | ---- | -------- | -------- | -------- | -------- | ----- |
| T. max. media (°C)  | 7    | 9,3  | 14,2 | 18,1 | 22,6 | 27,5 | 29,7 | 28,9 | 23,8 | 18,2 | 11,9 | 7,3  | 7,9      | 18,3     | 28,7     | 18,0     | 18,2  |
| T. min. media (°C)  | −1   | −0,1 | 3,4  | 7,6  | 12,1 | 16,5 | 18,8 | 18,7 | 14,5 | 10,3 | 5,0  | 0,0  | −0,4     | 7,7      | 18,0     | 9,9      | 8,8   |
| Precipitazioni (mm) | 62   | 61   | 72   | 103  | 111  | 103  | 79   | 104  | 119  | 130  | 147  | 71   | 194      | 286      | 286      | 396      | 1 162 |

## Storia

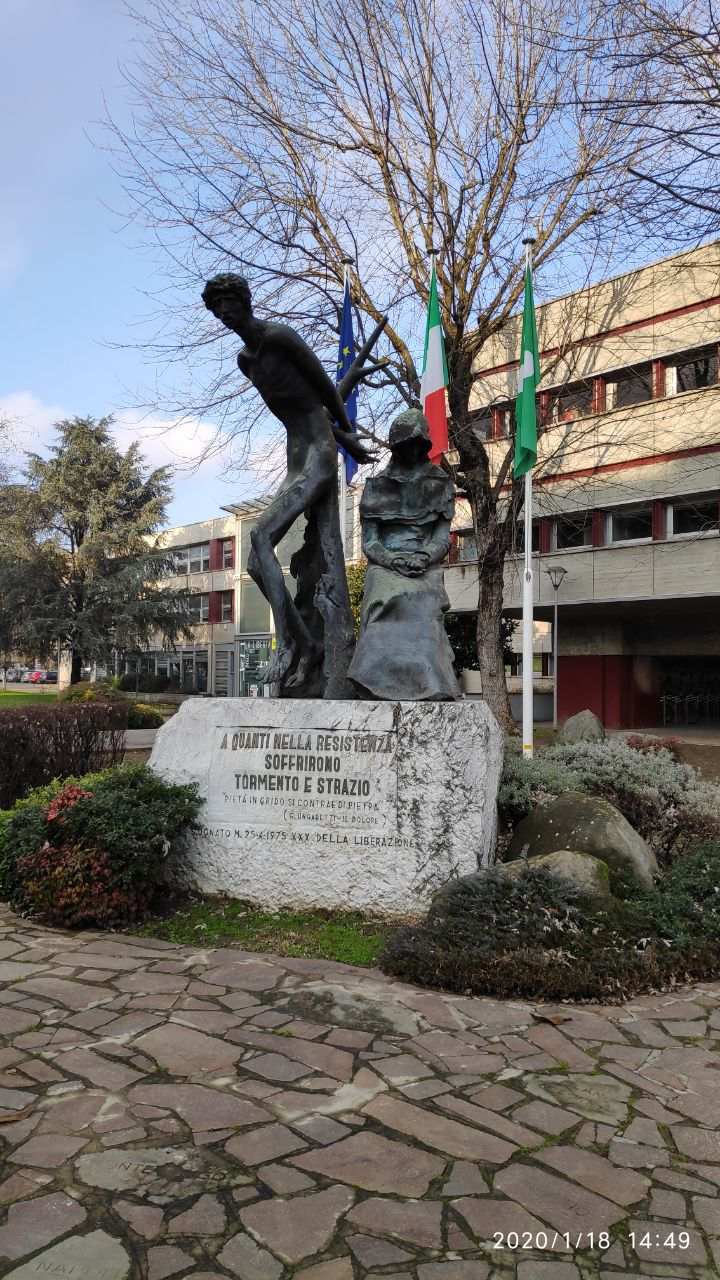
Monumento alla resistenza di San Donato Milanese

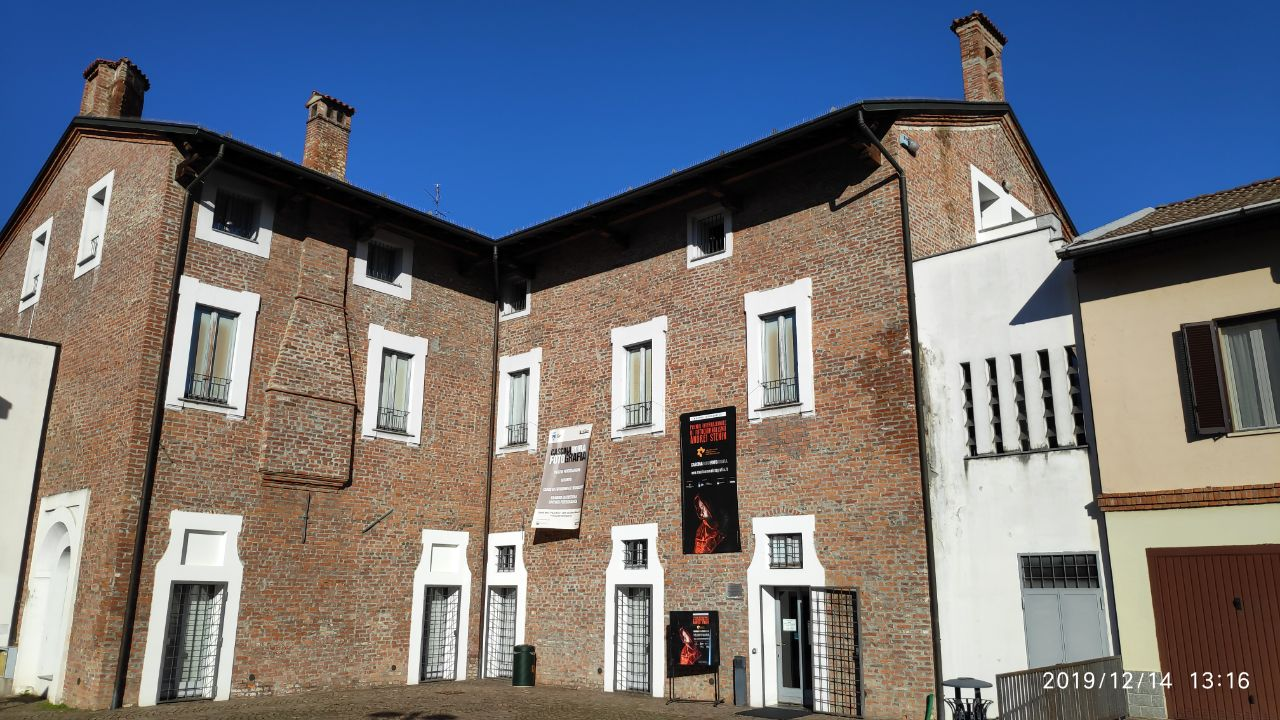
Cascina Roma (dicembre 2019)

La storia di San Donato inizia con le prime installazioni di popoli in epoca pre-romana. Diverse popolazioni come gli Etruschi, i Liguri e i Galli vissero nelle pianure che da Milano si dirigono verso Melegnano; pianure che ora ospitano il comune di San Donato Milanese.
Il vero sviluppo dei primi centri nella zona avvenne però in piena epoca romana. Nel 333 d.C. la strada Mediolanum-Laus Pompeia collegava Milano a Lodi ed era lunga sedici miglia. Ad ogni miglio era installata una pietra miliare che indicava la distanza da Milano. San Donato era all'altezza della quinta pietra, ad quintum lapidem. All'altezza di ogni pietra infatti la via principale incrociava una via secondaria e in prossimità di questi incroci vennero fondate delle chiese, tra cui quella di San Donato; attorno alla quale cominciò a svilupparsi il vero e proprio centro.
È però in epoca Longobarda (VII secolo) che si fa cadere la fondazione della prima pieve di San Donato, ad opera dell'esercito di Grimoaldo, duca di Benevento che, avendo mire su Pavia, aveva fatto installare le proprie truppe proprio sul futuro territorio di San Donato.
Incerto è l'anno di fondazione di San Donato, si ritiene che a fondarlo sia stato un abate della vicina Abbazia di Chiaravalle. In alcuni atti notarili del IX e X secolo, troviamo menzionati: San Donato e i sobborghi di Bolgiano e Triulzio. L'etimologia del nome, deriva dall'antica chiesa plebana dedicata a san Donato, Vescovo di Arezzo, assai stimato e venerato nell'Arcidiocesi di Milano.
A seguito dell'occupazione longobarda, tutto il territorio fu parte di un unico feudo che, nell'XI secolo, fu di proprietà della nobile famiglia dei De Advocati. Estintasi questa famiglia, i beni andarono in proprietà all'Arcivescovo di Milano fino al XVI secolo.
I tempi più bui si vissero nel XII secolo, quando tutto il milanese visse momenti tumultuosi, ma una speranza fu portata dall'abate Bernardo di Chiaravalle, il quale cominciò la sua opera di pacificazione. A lui e alla sua dottrina si devono alcune delle più belle abbazie che si possono ammirare nei dintorni di San Donato. E grazie ai suoi monaci si deve la bonificazione delle zone paludose, grazie ad un sistema ingegnoso di rogge.
Nel XIII secolo, nel villaggio di Bagnolo, a quei tempi noto come Bagnolo di Chiaravalle, il cui nome si ritiene derivante da un preesistente bagno romano, si sviluppò una setta eretica, passata alla storia come i "credenti di Bagnolo".
Il territorio, che comprendeva i comuni di Chiaravalle, San Donato e Bolgiano, fu teatro di molti fatti d'armi. Il 9 settembre 1158 Federico Barbarossa, vi si stabilì per sette giorni dopo la resa di Milano. Il 13 luglio 1278 ci fu lo scontro tra le fazioni dei Visconti e dei Torriani per il possesso del ducato di Milano. Poi la più famosa battaglia dei Giganti del 13 e 14 settembre 1515. Durante questa battaglia si contrapposero le truppe francesi sostenute dai lanzichenecchi e quelle svizzere. Alla fine dello scontro, il vincitore Francesco I pose il suo quartier generale presso l'attuale Cascina Roma, dove i nobili milanesi firmarono l'atto di sottomissione.
Dall'editto di Maria Teresa d'Austria del 1755 si apprende che il compartimento del ducato milanese era suddiviso in pievi e quella di San Donato era la 17ª e comprendeva un vasto territorio da Zelo, Vigentino, Vaiano, Chiaravalle, Nosedo, Morsenchio, Foramagno, Rogoredo, ecc.. Questo vasto territorio veniva chiamato "Plebe Sandonatese".
In età napoleonica (1809) fu aggregato a San Donato il comune di Bolgiano. Due anni dopo il comune di San Donato venne a sua volta soppresso e aggregato a Viboldone. Tutti i centri recuperarono l'autonomia con la costituzione del Regno Lombardo-Veneto nel 1816.
San Donato ebbe anche un ruolo storico subito dopo le cinque giornate di Milano, poiché sempre a Cascina Roma avvenne la firma dell'armistizio tra gli austriaci ed i piemontesi, armistizio che decretò la fine della Prima Guerra d'Indipendenza. Il generale Josef Radetzky e il podestà di Milano misero la parola fine alle cinque giornate di Milano proprio a San Donato il 4 agosto 1848.
Nel 1862 San Donato assunse il nome ufficiale di San Donato Milanese, per distinguersi da altre località omonime.
Nel 1870 al comune di San Donato Milanese fu aggregato il comune di Bolgiano.
Fatta l'unità territoriale italiana, vennero ristrutturati territorialmente i comuni. Milano necessitava di spazi per l'espansione urbana. San Donato ebbe così a perdere parte di San Martino e Triulzio Superiore che furono aggregati a Milano nel 1922. Chiaravalle e Nosedo passeranno sotto Milano nel 1924. Poi nel 1932 il comune di Milano rinunciò ai territori di Poasco, Sorigherio, Bagnolo, Cascina Bosco e Tecchione che ritornarono sotto il comune di San Donato.

Nel 1920 si svolsero le elezioni amministrative, le prime nelle quali votarono tutti gli uomini del comune di San Donato, le successive, col sistema maggioritario, furono nel 1946 e la percentuale dei votanti fu del 93%.
Ma lo sviluppo più importante della città avvenne nel secondo dopoguerra, quando l'allora paese di contadini si trasformò nella città che oggi conosciamo. In particolare l'insediamento del Centro Direzionale Eni nel comune creò un gran numero di posti di lavoro che attirarono alla città numerosi abitanti, fino a raggiungere e superare il tetto delle 30.000 unità.
Nel 1976 San Donato fu insignita del titolo di città.

### Simboli
Lo stemma e il gonfalone sono stati concessi con regio decreto del 14 ottobre 1937.
Stemma
Lo stemma del Comune di San Donato Milanese si ispira alle vicende storiche del luogo: le due spade incrociate ricordano i fatti d'arme avvenuti presso San Donato: lo scontro fra i Torriani e i Visconti, avvenuto il 13 luglio 1278, e la celebre battaglia di Marignano combattuta il 14 settembre 1515 dalle truppe francesi contro l'esercito svizzero e i Lanzichenecchi, sostenitori degli Sforza. La figura dello scaglione in argento che divide il campo azzurro in due parti simboleggia il tetto dell'antica Pieve di San Donato. Sotto lo scaglione, il destrochiero (un braccio destro), armato di staffile, si riferisce all'impresa dei monaci cistercensi e al fatto che una parte del territorio fu sotto il Comune di Chiaravalle, dove sorge la celebre abbazia.
La corona dorata con le cinque torri che sormonta lo scudo sta ad indicare il riconoscimento a San Donato del titolo di città, avvenuto con decreto del Presidente della Repubblica del 30 dicembre 1976.
Gonfalone
Il gonfalone è un drappo di bianco.

## Monumenti e luoghi d'interesse

### Architetture religiose

Chiesa di Santa Barbara

- Chiesa di San Donato (San Donato Milanese). La chiesa più antica di San Donato è una chiesa prepositurale plebanea dedicata al patrono san Donato
- Chiesa di Sant'Enrico, edificata nel 1963 su progetto di Ignazio Gardella
- Chiesa di Santa Barbara. Chiesa voluta da Enrico Mattei e inaugurata nel 1955, fu progettata dall'architetto Mario Bacciocchi, all'interno vi è un mosaico di 700 metri quadrati di Vincenzo Tomea rappresentante la crocifissione di Cristo, la porta bronzea della chiesa fu fatta dagli scultori Arnaldo e Giò Pomodoro mentre il soffitto è ornato da pannelli di Tommaso Cascella.
- Chiesa del Santissimo Crocifisso[14] (anche chiamata Chiesa di San Donato, dal nome della Parrocchia)
- Chiesa di Santa Maria Assunta (frazione di Poasco)

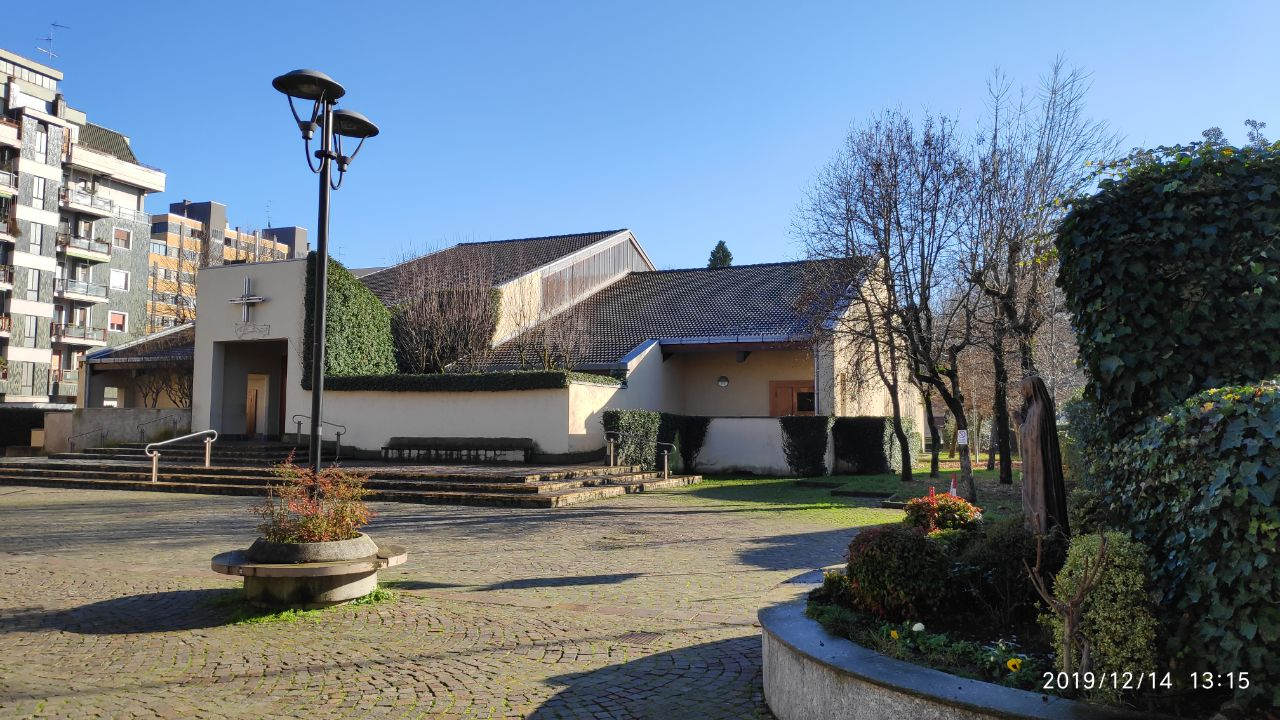
Chiesa di San Donato (dicembre 2019)
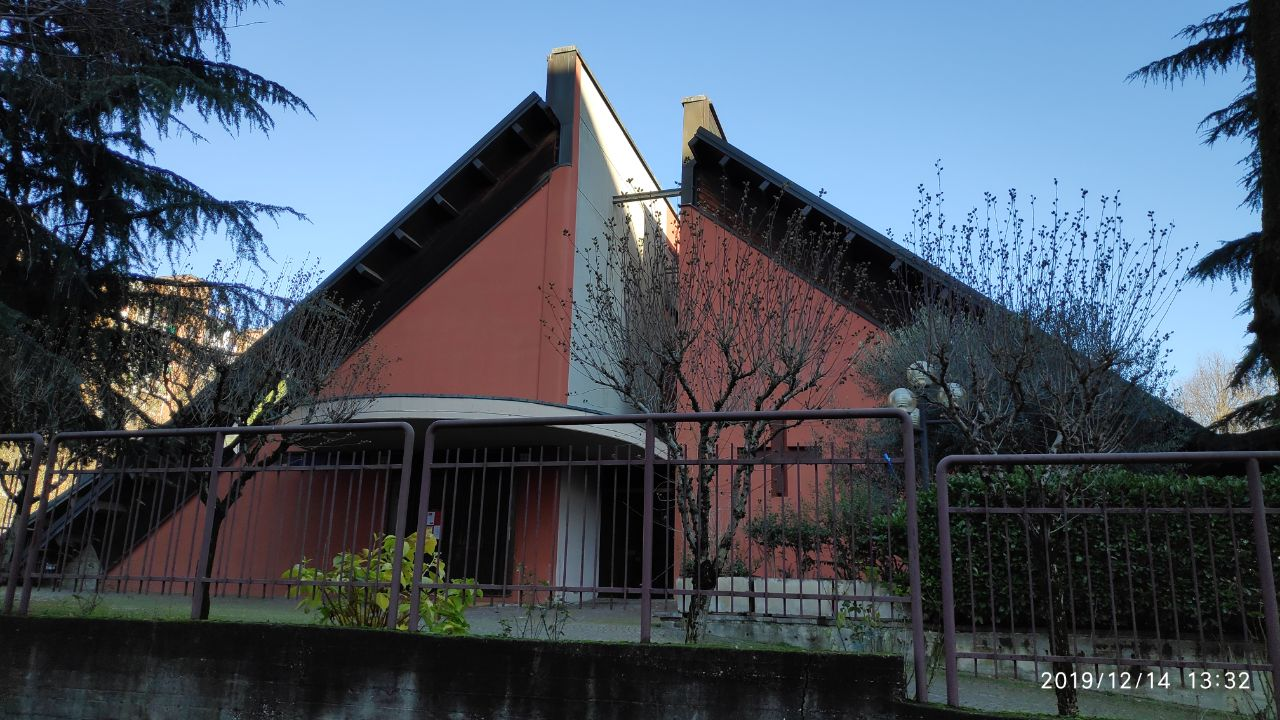
Chiesa dell'incarnazione (dicembre 2019)
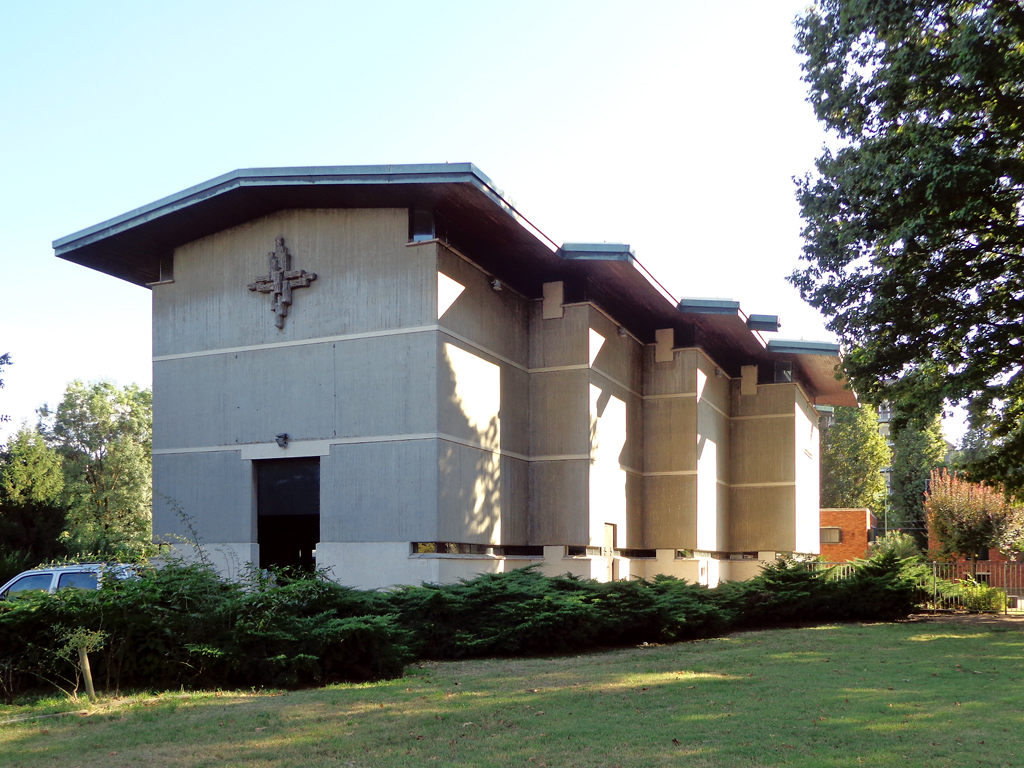
Chiesa di Sant'Enrico
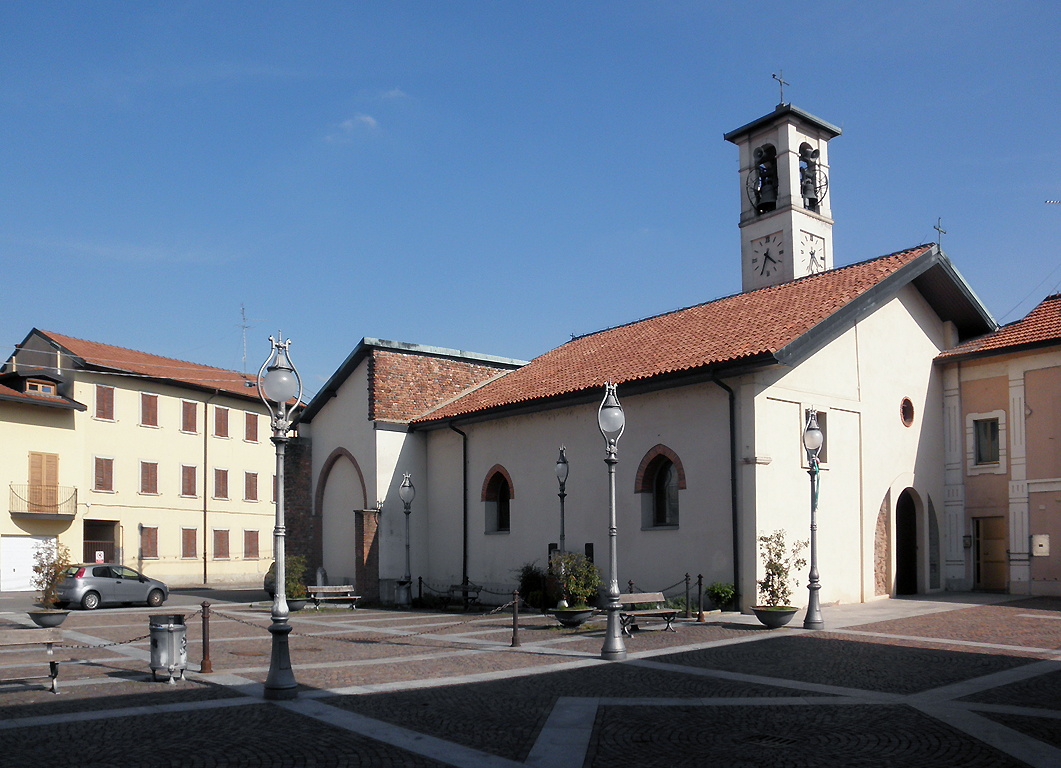
Chiesa di Santa Maria Assunta a Poasco

### Aree naturali
La città, oltre a far parte del parco agricolo Sud Milano, annovera diversi giardini e parchi e anche una oasi del WWF:
- Parco Enrico Mattei (Ex Parco SNAM)
- Parco della Pieve
- Parco Tre Palle
- Parco del laghetto Europa
- Giardino della legalità Padre Pino Puglisi
- Giardino dei Giusti
- Giardino Iqbal Masih
- Parco Intercomunale
- Parco Emilio Tadini
- Parco di Via Olona (Certosa)
- Giardino delle maioliche
- Giardino del volontario Giuseppe Cavallo
- Bosco urbano di 414 alberi dedicati ai bambini (creato nel 1994)
- Pratone
- Oasi Levadina

## Società

### Evoluzione demografica
- 323 nel 1751
- 420 nel 1805
- 641 nel 1809 dopo l'annessione di Bolgiano
- annessione a Viboldone nel 1811
- 508 nel 1853
- 503 nel 1861
- 932 nel 1871 dopo l'annessione di Bolgiano l'anno prima

Abitanti censiti

### Etnie e minoranze straniere
Secondo le statistiche ISTAT al 1º gennaio 2021 la popolazione straniera residente nel comune era di 4.234 persone, pari al 13,0% della popolazione. Le nazionalità maggiormente rappresentate erano:
- Filippine 777
- Romania 562
- Egitto 391
- Perù 227
- Ucraina 202
- Albania 170
- Ecuador 137
- Sri Lanka 132
- Marocco 99
- India 93

## Cultura
A livello culturale la città mette a disposizione gli spazi di Cascina Roma in cui vengono allestite mostre fotografiche e proposti ogni mese eventi culturali, artistici e momenti di discussione. San Donato dispone poi di due biblioteche civiche parte del sistema bibliotecario CUBI, di una casa delle associazioni, dell'Università della Terza Età, della casa dell'accoglienza, è sede del WWF Sud Est Milano e di scuole di ogni ordine e grado.

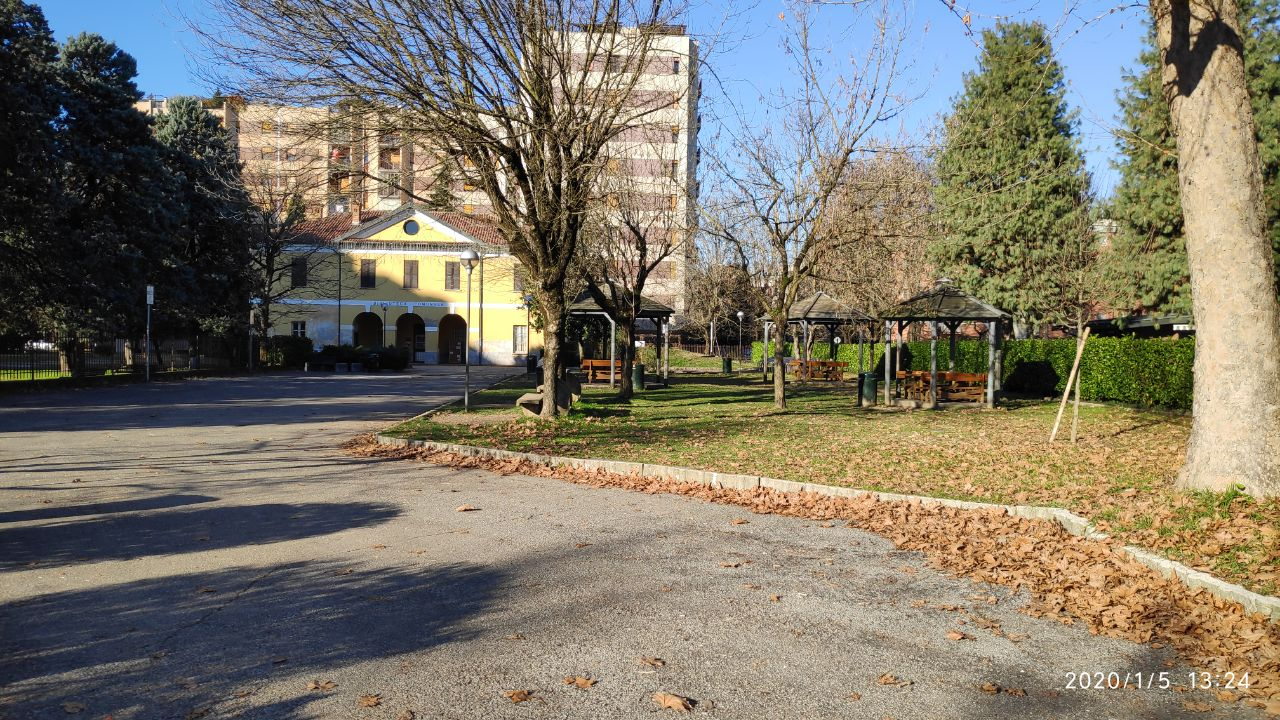
Biblioteca civica di San Donato Milanese (Gennaio 2020)
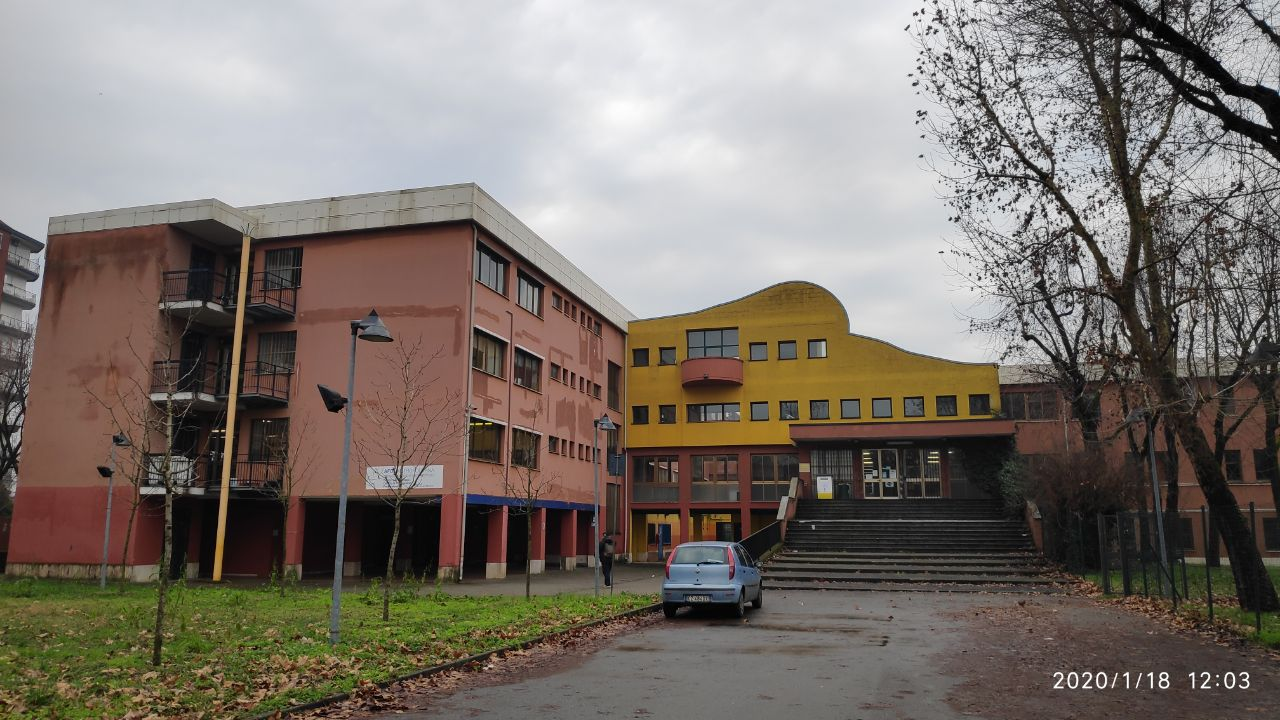
Biblioteca Luciana Marchetti Notari

### San Donato Milanese nel cinema
- Nel 1963 San Donato Milanese venne interessato dalle riprese del film Ieri, oggi, domani di Vittorio De Sica: alcune riprese furono effettuate sulla via Emilia, all'altezza del primo e secondo palazzo degli uffici ENI.
- Nel 1968 Teorema, film di Pier Paolo Pasolini, fu girato in piazza della Pieve, via Parri e via Greppi.

## Geografia antropica

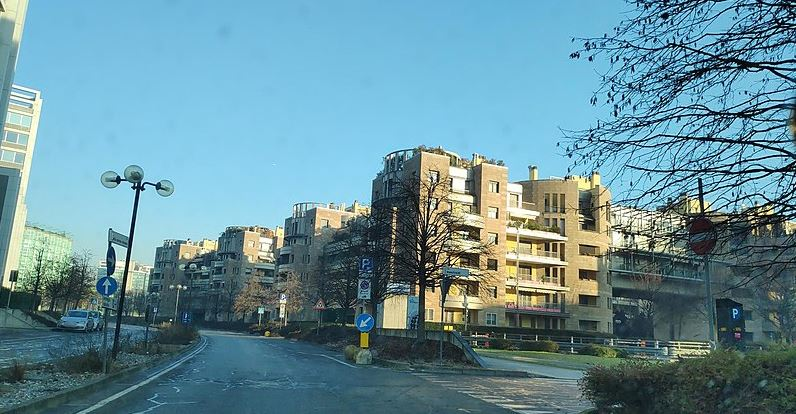
Torri Lombarde di via Bruxelles progettate su masterplan dello studio Kenzō Tange

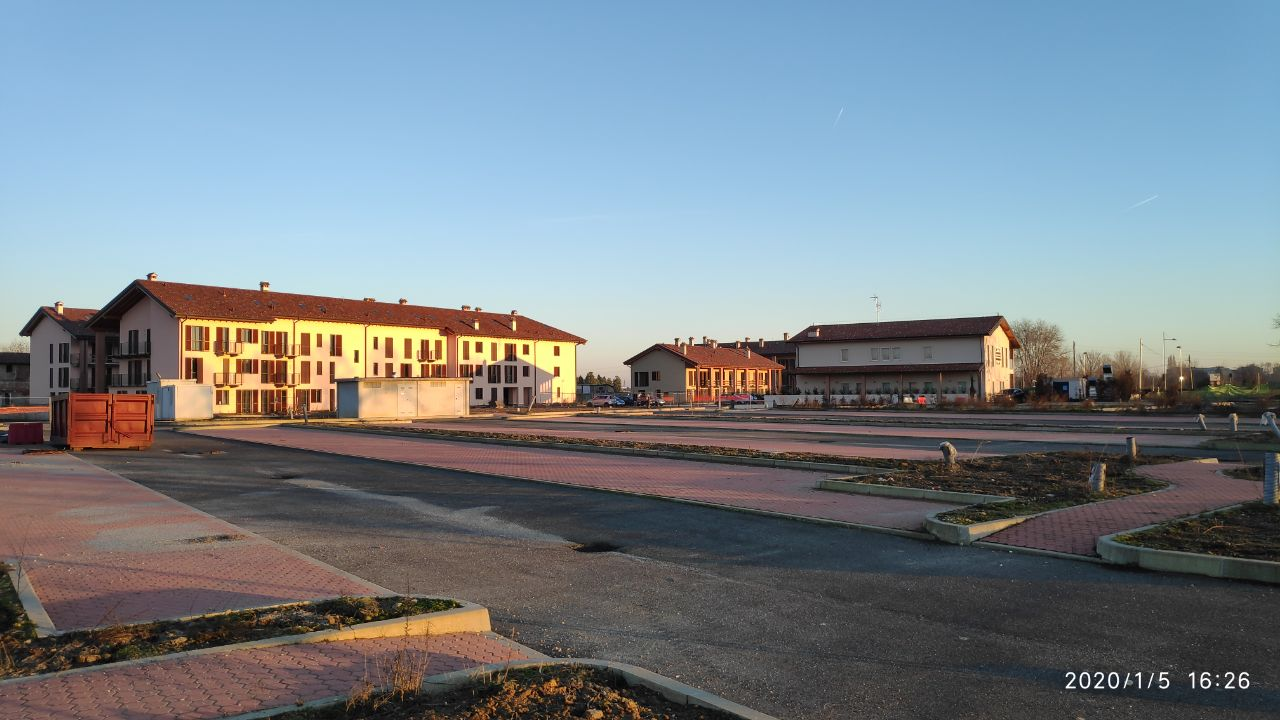
Area edificata di Monticello (gennaio 2020)

Secondo l'ISTAT, il territorio comunale comprende il centro abitato di San Donato Milanese, la frazione di Poasco-Sorigherio e la località di Monticello.

### Urbanistica
Nata come area agricola con la presenza della Cascina Moro, Cascina Roma e San Francesco, con l'insediamento negli anni '50 del secolo scorso del quartier generale ENI avrà un enorme sviluppo urbanistico.

#### Quartieri
L'Ufficio Statistica del Comune di San Donato Milanese divide il territorio nei quartieri:
- Bolgiano-Melco, quartiere sorto nell'area occupata dall'antica località rurale omonima
- Certosa, quartiere al di là della Via Emilia comprendente anche l'area di Via di Vittorio, sorta come quartiere popolare al di là della tratta ferroviaria Milano-Lodi
- Concentrico, quartiere centrale di San Donato col Municipio e Cascina Roma, comprendente anche l'area Affari-Torri Lombarde, dedicata a terziario e residenziale, nata a cavallo tra gli anni '90 e 2000 su masterplan dell'architetto Kenzō Tange
- Metanopoli-Triulzio, quartiere nato negli anni '50 con l'insediamento di Eni dove prima era presente solamente la cascina Moro
- Poasco-Sorigherio (frazione)

Sono poi riconoscibili alcune aree periferiche che a causa della presenza di antichi cascinali o insediamenti rurali sono conosciute con un loro nome, per quanto non si tratti di veri e propri quartieri. È questo il caso delle aree di:
- Borgo Bagnolo, piccolo borgo rurale a metà strada tra la frazione di Poasco ed il centro città
- Monticello, area periferica in cui è presente il Cimitero di Monticello e una area residenziale dal 2014 non completata.
- San Francesco, area edificabile caratterizzata dalla presenza delle rovine della cascina di San Francesco dell'Accesso.[19] Nel 2018 è stato presentato un progetto per una cittadella dello sport, chiamato Sport Life City[20]

Esterne alle aree abitative o dedicate al terziario della città si possono poi trovare le aree industriali di via Marcora e di Via Buozzi.

## Economia

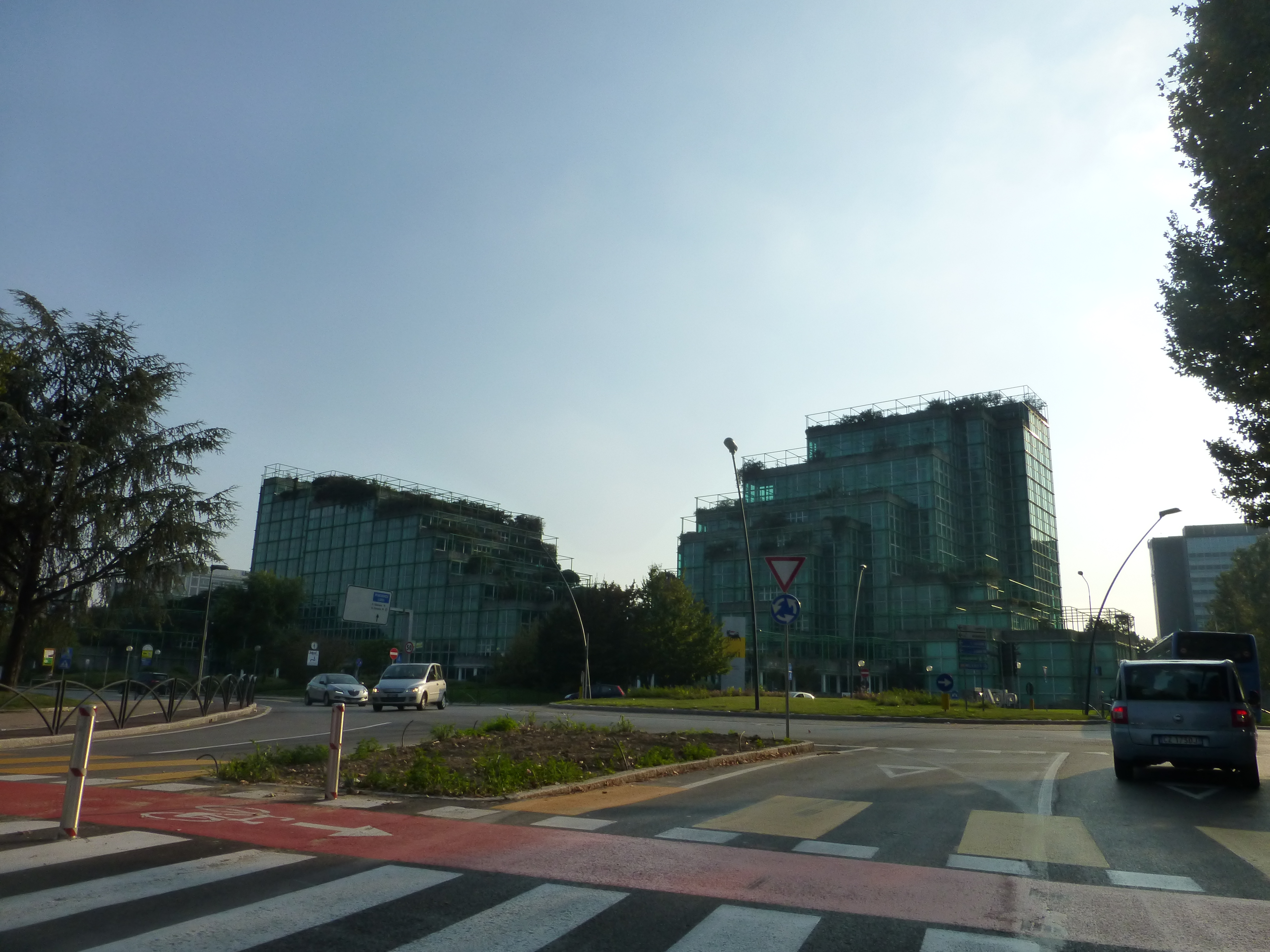
V Palazzo Uffici dell'ENI e sede della divisione E&P (Exploration & Production) di R. Gabetti, A. Isola, G. Drocco. (2013)

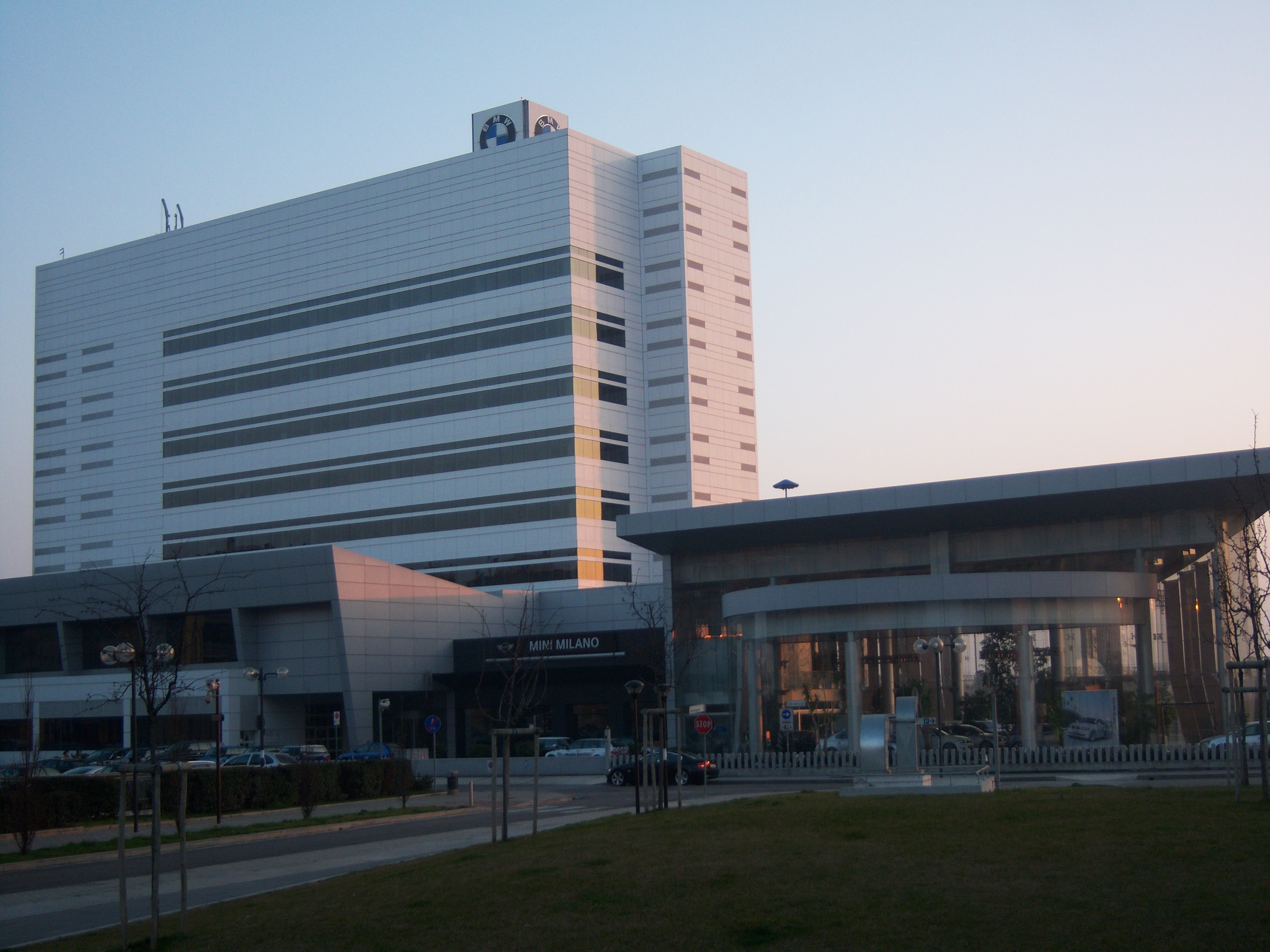
Il Palazzo BMW progettato da Kenzō Tange

San Donato Milanese è la principale sede operativa dell'Eni (situata a Metanopoli, frazione di San Donato costruita per volere di Enrico Mattei nel 1952), la società controllata dal MEF che svolge attività di ricerca, produzione, trasporto, trasformazione e commercializzazione di idrocarburi, nonché delle più importanti società del gruppo Eni, tra cui:
- EniPower (generazione di energia elettrica);
- Versalis (petrolchimica);
- Eni Corporate University (selezione e formazione risorse umane);
- Eni Plenitude (vendita e commercializzazione di gas ed energia elettrica);
- EniProgetti (Ingegneria);
- Eni Rewind (Chimica di base).

San Donato Milanese è la sede di altre importanti società, quali:
- BMW Group Italia (automotive)
- Cerved Information Solutions (servizi di informazione);
- Saipem (costruzione di piattaforme, posa condotte, perforazioni, società quotata in borsa);
- Snam (trasporto e dispacciamento del gas naturale);
- Stoccaggi Gas Italia  (Stoccaggio e modulazione di gas naturale);

## Infrastrutture e trasporti

### Strade

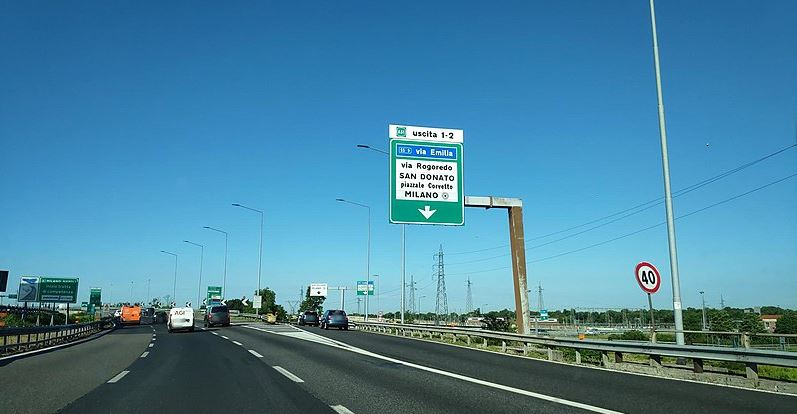
Uscita tangenziale Est di San Donato

La città è attraversata da nord-ovest a sud-est dalla strada statale 9 Via Emilia, che da San Donato conduce verso Lodi e Piacenza; il tratto iniziale, già percorso dall'intenso traffico diretto alla metropoli, è oggi sostituito dal cosiddetto Raccordo Autosole, con caratteristiche di superstrada.
La parte nord del territorio comunale è attraversata da un'altra strada a scorrimento veloce, la strada statale 415 Paullese, che collega Milano a Crema e Cremona.
Il comune di San Donato Milanese è inoltre servito dall'Autostrada A1 attraverso la seconda uscita, dopo quella per Milano–Corvetto.

### Ferrovie e tranvie

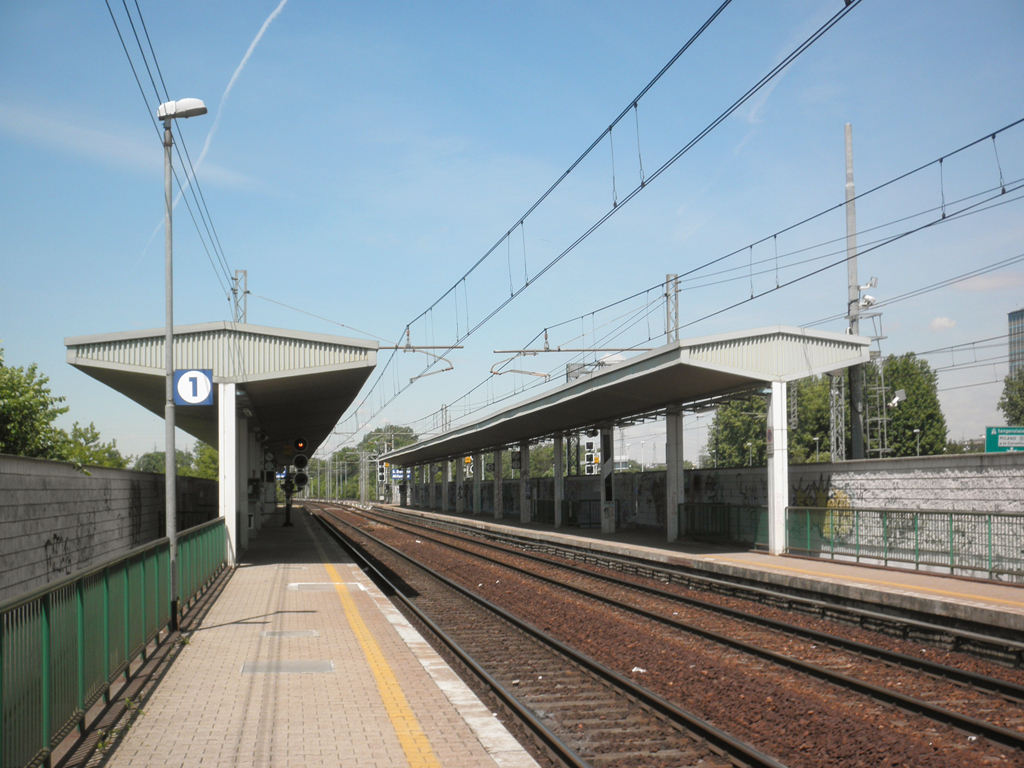
stazione ferroviaria

Parallelamente e limitrofa alla via Emilia corre la ferrovia Milano–Bologna, aperta al traffico nel 1861.
Sulla linea sono poste due fermate: quella di San Donato Milanese, presso il centro direzionale Eni, e quella di Borgolombardo, nel quartiere Certosa, ai confini con la città di San Giuliano Milanese. Entrambe sono servite dai treni delle linee S1 (Saronno-Milano-Lodi) e S12 (Cormano-Cusano Milanino-Melegnano, sospesa durante il periodo Covid-19 nel corso del 2020 e in parziale riattivazione nell'agosto 2023) del servizio ferroviario suburbano di Milano.
Dal 1880 al 1931 San Donato fu servita dalla tranvia interurbana Milano-Lodi, che correva lungo la Via Emilia.

### Mobilità urbana
Al confine con il territorio comunale di San Donato Milanese è situata la fermata San Donato, capolinea sud della Linea M3 della metropolitana di Milano. La fermata della metropolitana, pur portando il nome San Donato, si trova nel territorio comunale di Milano (quartiere Rogoredo). In corrispondenza della fermata della metropolitana è presente anche un'autostazione servita da numerose compagnie di autolinee nazionali ed internazionali.
Il comune di San Donato Milanese è servito da alcune autolinee urbane e interurbane di ATM (121, 130, 132, 140, 901, 902, 903), delle Autoguidovie (133 C blu, 133 C rossa, z411, z412, z413, z415, z420, C2, B/C) e di Star Mobility (K).

### Servizi in condivisione
In città vi sono diversi servizi di mobilità in condivisione, per il car sharing: Enjoy in servizio dal 2014, Share Now (Ex Car2Go e DriveNow) e da dicembre 2022 E-Vai del Gruppo FNM., per le biciclette Bicincittà con 60 bici e 13 stazioni che viene dismesso nel 2023 e per gli scooter Cooltra dal 2021.

### Piste ciclabili

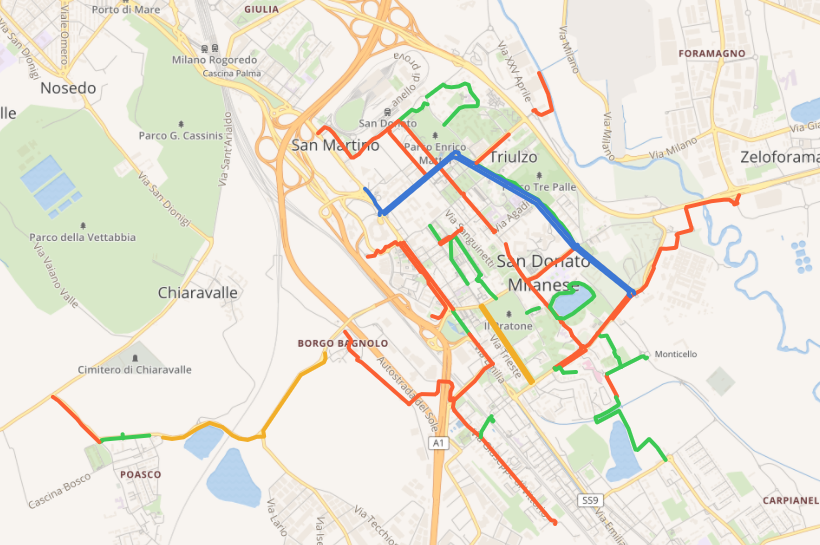
Piste ciclabili a San Donato Milanese (gennaio 2021) in blu quelle in sede stradale, in arancione e giallo le piste separate e in verde le ciclopedonali

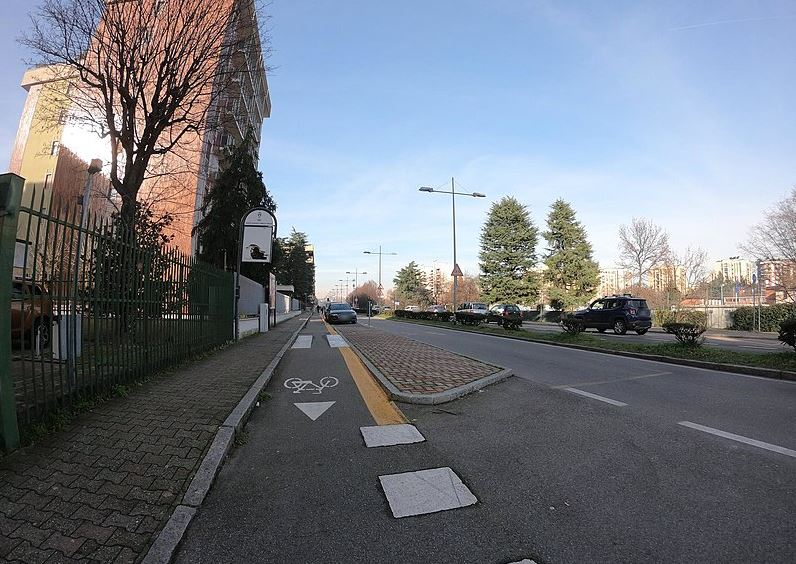
Pista ciclabile di via Gramsci

Le arterie stradali principali di San Donato sono dotate di piste ciclabili con separazione ottica/logica, ciclopedonale o in sede propria. Da fine del 2018 sono partiti i lavori del Piano della mobilità ciclistica o Biciplan approvato nel 2021. La FIAB a novembre 2018 inserisce San Donato nella lista dei "comuni ciclabili" (82 ad oggi in tutta Italia) con un punteggio di 2 su 5.
Dal 2003 fino al 2016 presso la stazione della metropolitana di San Donato ha operato la stazione delle biciclette, prima bicistazione in Italia riaperta nel 2018 come Bar e officina.
Dal 2013 si parlò della creazione di due "silos" delle biciclette, ovvero un parcheggio custodito e automatizzato con 144 posti di capienza. Una volta creati però il servizio non entrò in funzione a causa di diversi problemi tecnici e sono stati inaugurati solo a settembre 2018. Il servizio viene dismesso nel 2023.
L'ultima ciclabile inaugurata è quella del 2021 dedicata a Gino Bartali che collega la stazione metropolitana di San Donato con l'ospedale del Gruppo San Donato e il comune di Peschiera Borromeo.

## Amministrazione

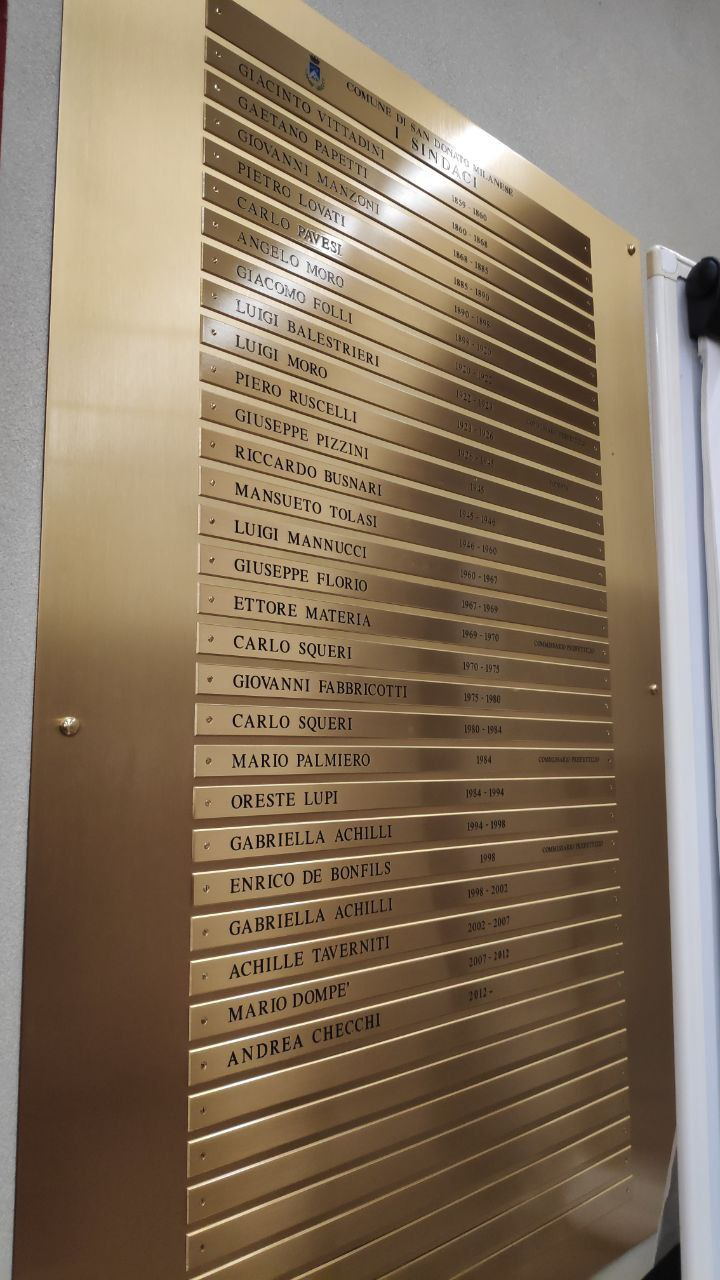
Sindaci di San Donato Milanese

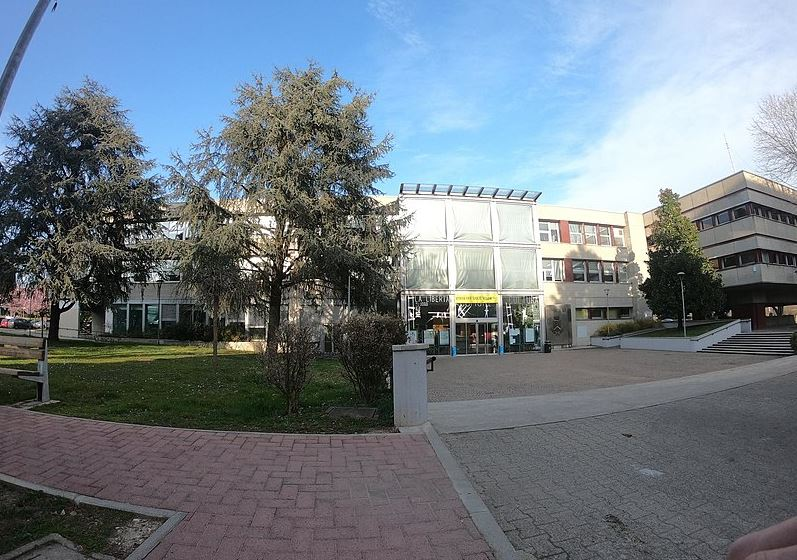
Municipio di San Donato Milanese (2019)

| Periodo | Periodo   | Primo cittadino      | Partito                                                                     | Carica                  | Note   |
| ------- | --------- | -------------------- | --------------------------------------------------------------------------- | ----------------------- | ------ |
| 1859    | 1860      | Giacinto Vittadini   | (sinistra)                                                                  | Sindaco                 | [ 33 ] |
| 1860    | 1868      | Gaetano Papetti      | (sinistra)                                                                  | Sindaco                 | [ 33 ] |
| 1868    | 1885      | Giovanni Manzoni     | (sinistra)                                                                  | Sindaco                 | [ 33 ] |
| 1885    | 1890      | Pietro Lovati        | (sinistra)                                                                  | Sindaco                 | [ 33 ] |
| 1890    | 1898      | Carlo Pavesi         | (sinistra)                                                                  | Sindaco                 | [ 33 ] |
| 1898    | 1920      | Angelo Moro          | (sinistra)                                                                  | Sindaco                 | [ 33 ] |
| 1920    | 1922      | Giacomo Folli        |                                                                             | Sindaco                 | [ 33 ] |
| 1922    | 1923      | Luigi Balestrieri    |                                                                             | Commissario prefettizio | [ 33 ] |
| 1923    | 1926      | Luigi Moro           |                                                                             | Sindaco                 | [ 33 ] |
| 1926    | 1945      | Piero Ruscelli       | PNF                                                                         | Podestà                 | [ 33 ] |
|         |           | Giuseppe Pizzini     |                                                                             | Sindaco                 | [ 33 ] |
| 1945    | 1946      | Riccardo Busnari     |                                                                             | Sindaco                 | [ 33 ] |
| 1946    | 1960      | Mansueto Tolasi      | (sinistra)                                                                  | Sindaco                 | [ 33 ] |
| 1960    | 1967      | Luigi Mannucci       | Partito Socialista Italiano/Partito Socialista Italiano di Unità Proletaria | Sindaco                 | [ 33 ] |
| 1967    | 1969      | Giuseppe Florio      | (centrosinistra)                                                            | Sindaco                 | [ 33 ] |
| 1969    | 1970      | Ettore Materia       |                                                                             | Commissario Prefettizio | [ 33 ] |
| 1970    | 1975      | Carlo Squeri         | Democrazia Cristiana                                                        | Sindaco                 | [ 33 ] |
| 1975    | 1980      | Giovanni Fabbricotti | (sinistra)                                                                  | Sindaco                 | [ 33 ] |
| 1980    | 1984      | Carlo Squeri         | Democrazia Cristiana                                                        | Sindaco                 | [ 33 ] |
| 1984    | 1984      | Mario Palmiero       |                                                                             | Commissario Prefettizio | [ 33 ] |
| 1984    | 1994      | Oreste Lupi          | (sinistra)                                                                  | Sindaco                 | [ 33 ] |
| 1994    | 1998      | Gabriella Achilli    | Partito Democratico della Sinistra                                          | Sindaco                 | [ 33 ] |
| 1998    | 1998      | Enrico De Bonfilis   |                                                                             | Commissario prefettizio | [ 33 ] |
| 1998    | 2002      | Gabriella Achilli    | Democratici di Sinistra                                                     | Sindaco                 | [ 33 ] |
| 2002    | 2007      | Achille Taverniti    | Democratici di Sinistra                                                     | Sindaco                 | [ 33 ] |
| 2007    | 2012      | Mario Dompè          | lista civica di centrodestra                                                | Sindaco                 | [ 33 ] |
| 2012    | 2022      | Andrea Checchi       | Partito Democratico                                                         | Sindaco                 | [ 33 ] |
| 2022    | in carica | Francesco Squeri     | lista civica di centrosinistra                                              | Sindaco                 | [ 33 ] |

## Sport

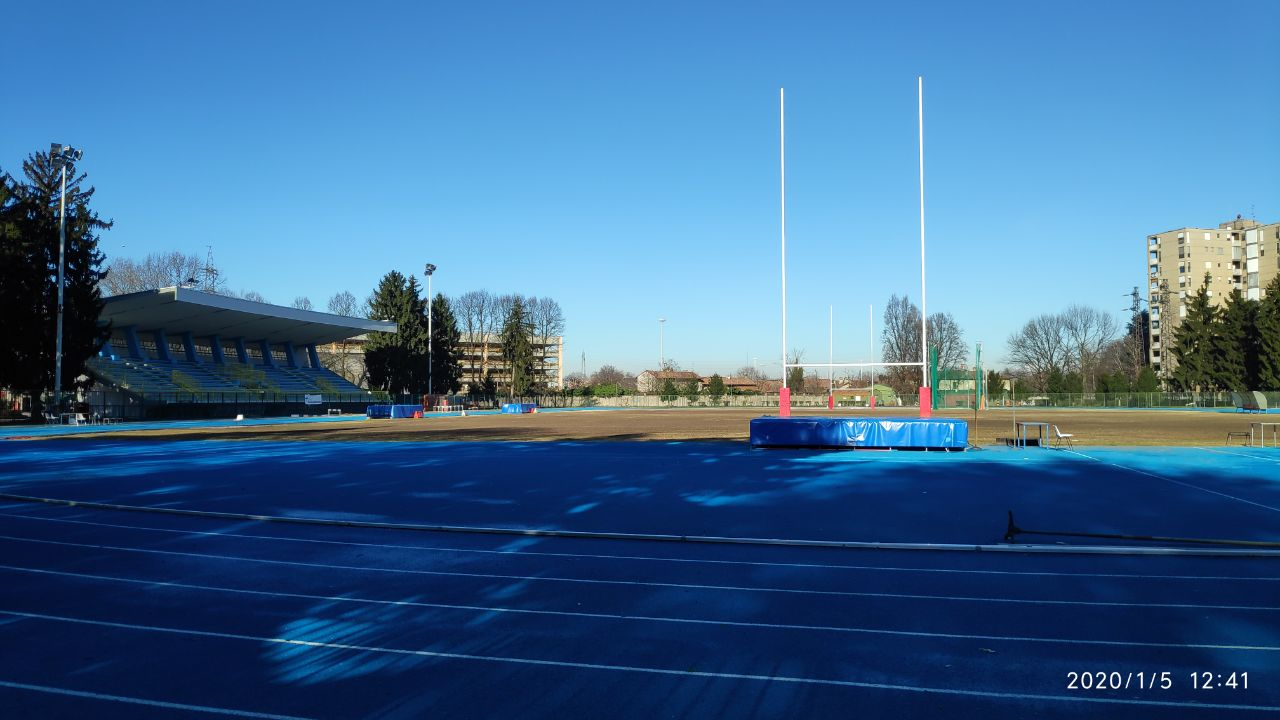
Campo Sportivo Lorenzo Noè al Parco Mattei (Pista di atletica e campo da Rugby)

La principale formazione calcistica della cittadina è l'Unione Sportiva Dilettantistica Accademia Sandonatese, fondata nel 1962 e storicamente militante nelle divisioni dilettantistiche; i colori sociali sono il bianco e l'azzurro. A San Donato Milanese ha anche sede l'Associazione Calcistica Dilettantistica Metanopoli, a sua volta attiva nelle leghe amatoriali, con sede nel centro dell'omonimo quartiere e i cui colori rappresentativi sono il blu e il giallo.
Nel futsal femminile San Donato vanta uno dei club più titolati d'Italia, il Kick Off.
Per quanto concerne le altre discipline, San Donato è rappresentata nella pallanuoto dalla San Donato Metanopoli Sport ASD, nel rugby dal Rugby San Donato 1981, nell'atletica dalla Studentesca San Donato, nella pallamano dalla Handball Ferrarin e nel basket dalla Pol. Meta2000 e dal Cavallino Poasco. Dal 2015 è attivo nell'Hockey su ghiaccio il Crazy Hockey Team con sede presso la locale pista di via Maritano.
Tra le strutture presenti sul territorio c'è il Centro Sportivo Enrico Mattei, sito nell'omonimo parco, che dispone di campo da rugby (ex campo da calcio), pista di atletica (ristrutturata a fine 2018) con tribune, piscine, campi da tennis e diverse tensostrutture; diverse strutture sono però inutilizzate. Altri impianti di rilievo sono il Centro Sportivo Picchi e il Centro Sportivo Maurizio Nardelli.
Dal 2016 è attivo un piccolo skatepark.